# Mạch in

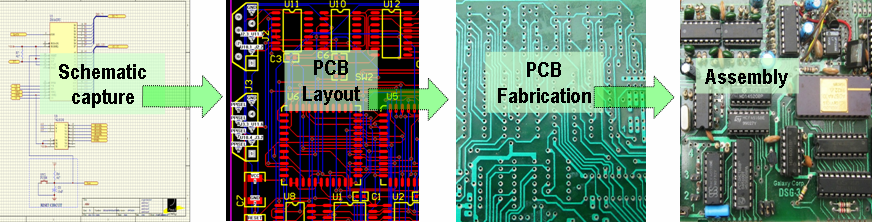
Các giai đoạn chính chế tạo bảng mạch điện tử.

Bảng mạch in hay bo mạch in (tiếng Anh: printed circuit board - PCB) , đôi khi gọi tắt là mạch in, là phương tiện được sử dụng để kết nối các linh kiện điện tử với nhau thành một mạch điện tử hoàn chỉnh nhờ các đường dẫn điện được "in" trên một tấm vật liệu cách điện. Chúng xuất hiện và đóng một vai trò quan trọng ở hầu hết các thiết bị điện tử ngày nay..
Chế tạo bảng mạch in là một trong những công đoạn quan trọng nhất trong quá trình chế tạo mạch điện tử. Trước đây, việc sản xuất bảng mạch in diễn ra một cách thủ công và rời rạc. Tất cả các công đoạn đều được làm bằng tay, từ khâu lập sơ đồ mạch điện cho đến khâu lắp ráp hoàn chỉnh. Ngày nay, các hệ thống hỗ trợ thiết kế và sản xuất tự động bằng máy tính (CAD-CAM) cùng các máy CNC đã đảm bảo quá trình sản xuất mạch in diễn ra một cách tự động, liên tục và khép kín; qua đó giảm sự can thiệp của con người, giảm sai sót gây ra bởi các khâu trung gian; tiết kiệm thời gian và chi phí sản xuất cũng như cho ra sản phẩm giá thành hạ.
Việc chế tạo mạch in thường sử dụng một trong hai phương pháp sau đây:
1. Phương pháp truyền thống để chế tạo PCB, là chế tạo bảng có các đường dẫn điện bằng đồng trên tấm nền cứng (một số có thể là nền dẻo) được làm bằng nhựa bakelit (trước đây) hoặc bằng FR-4 (Flame Retardant 4, Vật liệu chống cháy 4) (hiện nay). Tấm nền được làm bằng vật liệu FR-4 thường được gọi thông tục là "gỗ fip". Tấm mạch ban đầu gồm tối thiểu một lớp cách điện và một lớp đồng (đây chính là mạch in 2 lớp, loại mạch in cơ bản nhất của lĩnh vực điện tử). Số lớp của một bảng mạch in thì tùy thuộc vào số lượng linh kiện, kích thước thiết bị và độ phức tạp của mạch điện. Sơ đồ mạch điện được vẽ sẵn và được in (theo kiểu in ảnh hoặc in lưới) lên mặt lớp đồng. Sau đó, người ta tiến hành loại bỏ phần đồng thừa bằng hóa chất (hoặc bằng máy phay) theo vết ảnh được in trên tấm mạch để tạo thành các đường dẫn điện.[1]. Công nghệ này ra đời từ những năm 1950 và vẫn còn được sử dụng cho đến tận ngày nay.

1. Công nghệ mới hiện nay là in điện tử (Printed electronics), sử dụng phương pháp in khắc đường dẫn điện trên tấm mạch bằng máy khắc laser chuyên dụng. Công nghệ này ưu việt hơn nhiều so với phương pháp chế tạo truyền thống như: độ chính xác trong gia công cao, tiết kiệm thời gian và chi phí sản xuất nhờ tính tự động hóa cao nên được ứng dụng rộng rãi trong sản xuất.

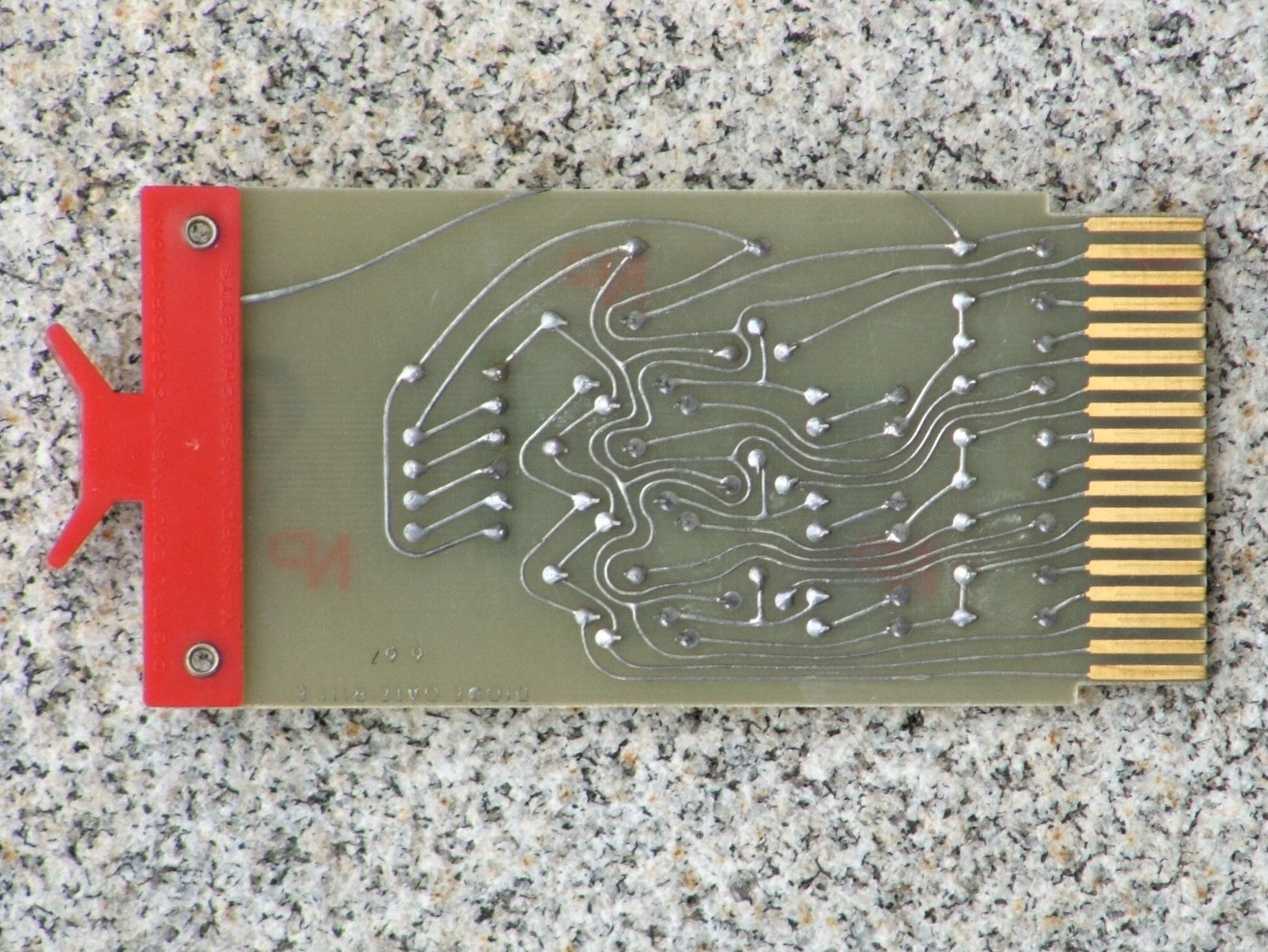
Một bảng mạch được chế tạo từ năm 1967, dùng tay vẽ ra các đường mạch rồi in ảnh lên bảng mạch

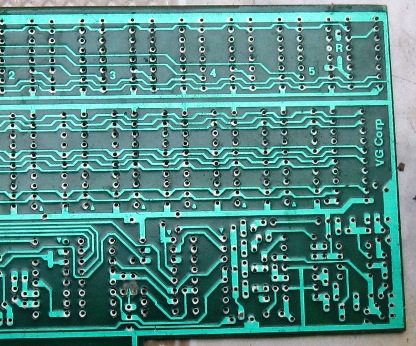
Bảng mạch 3 lớp phủ lắc chưa hàn linh kiện.

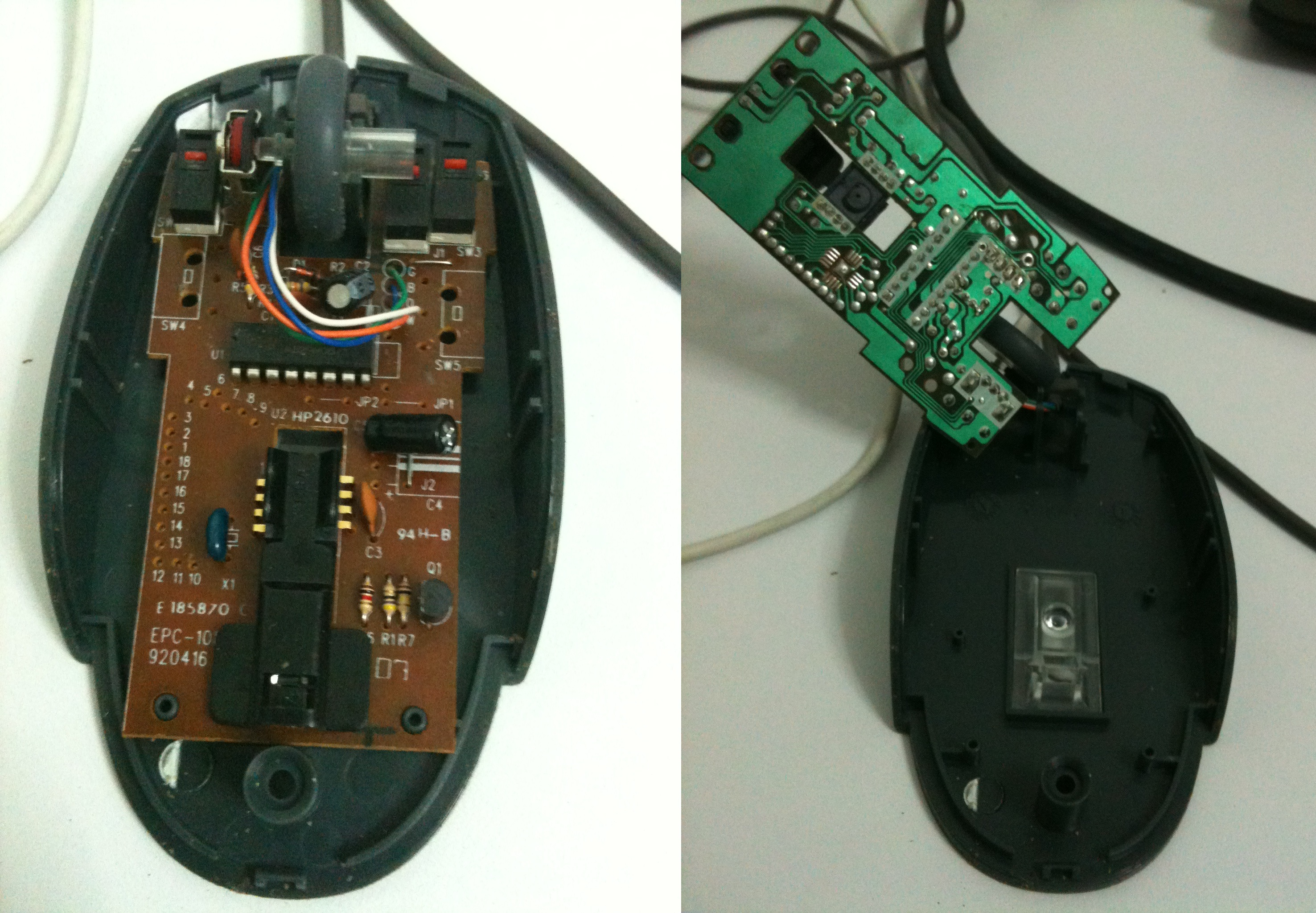
Bảng mạch hai lớp của chuột gồm mặt linh kiện (component) và mặt hàn (solder hay printed side).

## Lịch sử
Trước thập niên 1950, cách duy nhất để người ta kết nối các linh kiện điện tử trong một thiết bị điện tử là sử dụng phương pháp nối dây "điểm-điểm" (point-to-point). Phương pháp này sử dụng rất nhiều dây dẫn với nhiều độ dài khác nhau nối vào 2 cực của các linh kiện làm cho các mạch điện có cấu trúc rất phức tạp, tốn nhiều thời gian sản xuất, giá cả cũng rất đắt tiền cũng như tuổi thọ sử dụng của các mạch nối dây không được cao do các chân nối sẽ bị hoen rỉ sau một thời gian sử dụng. Việc sửa chữa các mạch điện này cũng rất khó khăn và tốn kém do cấu tạo của chúng quá phức tạp. Các mạch nối dây vẫn được sử dụng rộng rãi cho đến thập niên 1980 trên các ti vi và radio.
Khi transistor ra đời năm 1947 tại phòng thí nghiệm Bell (Bell Lab), người ta đã nhận thấy rằng đây chính là giải pháp hiệu quả nhất để thay thế cho các đèn điện tử chân không to, nặng, kém bền, tiêu thụ nhiều điện, hiệu suất thấp và toả rất nhiều nhiệt. Các transistor được đánh giá là nhỏ, tiêu thụ ít điện năng, hiệu suất cao và bền hơn rất nhiều so với đèn chân không nên nó đã nhanh chóng len lỏi vào hầu hết các thiết bị điện tử kể từ giữa thập niên 1950. Kể từ đây, nhu cầu thu nhỏ và đơn giản hóa cấu trúc mạch điện đã phát sinh làm cho các nhà sản xuất mạch điện gặp rất nhiều khó khăn. Họ đã thử qua nhiều cách khác nhau nhưng đều thất bại cho đến khi họ để ý tới một phát minh quân sự đã được Chính phủ Hoa Kỳ thương mại hóa dân sự vào năm 1948, đó chính là bảng mạch in. Trước đó, phát minh này đóng vai trò quan trọng trong các ngòi nổ cận đích (proximity fuze) của Quân đội Hoa Kỳ trong Thế chiến 2. Bài toán thu nhỏ và đơn giản hóa mạch điện đã được giải quyết một cách đáng kể và bảng mạch in đã mở ra thời kì "bùng nổ" của các thiết bị điện tử gia đình ở Mỹ rồi sau đó lan nhanh sang Canada, các quốc gia Tây Âu (Anh, Pháp, Đức,...), Nhật Bản và các quốc gia khác trong từ cuối thập niên 50-đầu thập niên 60 của thế kỉ XX.
Lúc ra đời thì in mạch là công nghệ vượt trội, dẫn đến tên gọi "bảng mạch in" hay PCB . Sự phát triển của công nghệ mạch in dẫn đến, tùy theo nhu cầu làm mạch mà hiện nay bảng mạch in được đặc trưng với số lớp khác nhau:
- Mạch in hai lớp có một mặt đồng, được dùng phổ biến ở chuột máy tính, một phần các ti vi, các thiết bị âm thanh dân dụng, mạch điều khiển của quạt điện, lò vi sóng,...

- Mạch in ba lớp có hai mặt đồng, dùng trong các thiết bị điện tử phức tạp (như các đồng hồ đo lường điện tử)

- Mạch in năm lớp, tương đương với ép hai loại kể trên, có ba lớp đồng và hai lớp cách điện, được dùng trong các hệ phức tạp cao (như máy tính cá nhân).

- Mạch in nhiều lớp (số lớp mạch dao động từ 6 đến 40 lớp, thậm chí 50 lớp) được dùng trong thiết bị lớn có kết nối phức tạp với nhiều linh kiện (như các siêu máy tính, máy chủ, các thiết bị điện tử dùng cho các hoạt động thám hiểm không gian,...)

Từ những năm 1970 các bảng mạch được phủ sơn chống ẩm và ăn mòn, có màu xanh lục sẫm, gọi là "phủ lăc". Lúc đầu các đường mạch được vẽ bằng tay, sau chuyển sang in ảnh hoặc in lưới lên mặt lớp đồng. Những bảng mạch in thời đầu được thiết kế ở dạng bản vẽ kỹ thuật với tỷ lệ lớn hơn cỡ thật, sau đó được thu về kích cỡ thật, đưa bản các lỗ lên máy khoan bảng mạch theo tọa độ, rồi in và gia công mạch. Về sau xuất hiện in chỉ dẫn gồm chữ và hình vẽ (legend hay silkscreen) bằng mực sơn lên hai mặt bảng mạch bán thành phẩm, để chỉ dẫn cho lắp ráp và sửa chữa.

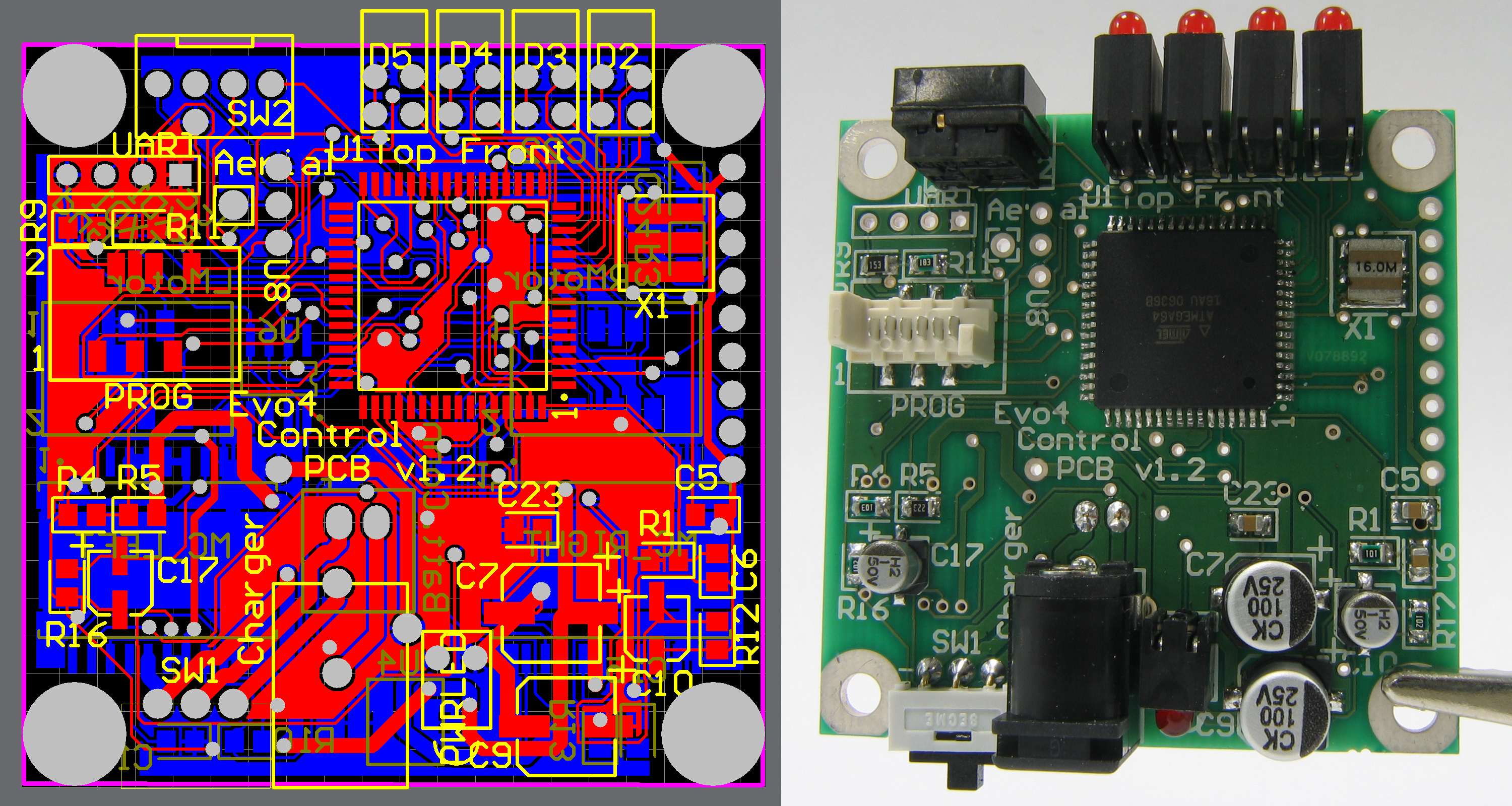
Mạch in khi thiết kế trên máy tính và thành phẩm có hàn dán hai mặt.

Từ cỡ năm 1975, thời kỳ khởi đầu của thiết kế và sản xuất hỗ trợ bằng máy tính (CAD-CAM), thiết kế bảng mạch in thực hiện trên máy tính nhưng tách rời với thiết kế sơ đồ mạch điện. Lúc các máy tính cá nhân ra đời thì xuất hiện các trình hỗ trợ vẽ bảng mạch, làm việc trong môi trường PC-DOS. Trình có thư viện biên tập được, chứa kích cỡ và sắp xếp chân của các linh kiện nhiều chân cơ bản, tuy nhiên người dùng phải nắm chắc sơ đồ mạch để bố trí vị trí linh kiện và chạy đường mạch hợp lý. Các trình PC-DOS thường quản lý 3 lớp vẽ là mặt linh kiện (component), mặt hàn (solder), và lớp chỉ dẫn (silkscreen). Kết quả được xuất ra bản ảnh PCX hoặc BMP cho các lớp để đưa lên film hoặc lưới in, và bản lỗ để đưa lên máy khoan bảng mạch theo tọa đô.
Từ năm 1981 "tự động hóa thiết kế điện tử" (EDA, Electronic design automation), còn gọi là "thiết kế điện tử hỗ trợ bằng máy tính" (ECAD, electronic computer-aided design) ra đời, với các phần mềm hỗ trợ thiết kế được phát triển riêng cho mạch điện tử. Ban đầu các phần mềm hoạt động ở các máy tính trạm, và khi Microsoft Windows cho máy tính cá nhân ra đời thì có các phiên bản cho PC. Các công đoạn được tích hợp trong các gói phần mềm, đảm nhận từ thiết kế sơ đồ mạch điện, thiết kế bảng mạch in và sau đó điều khiển gia công bảng mạch, trong đó máy khoan lỗ hoạt động như một plotter đặc chủng .

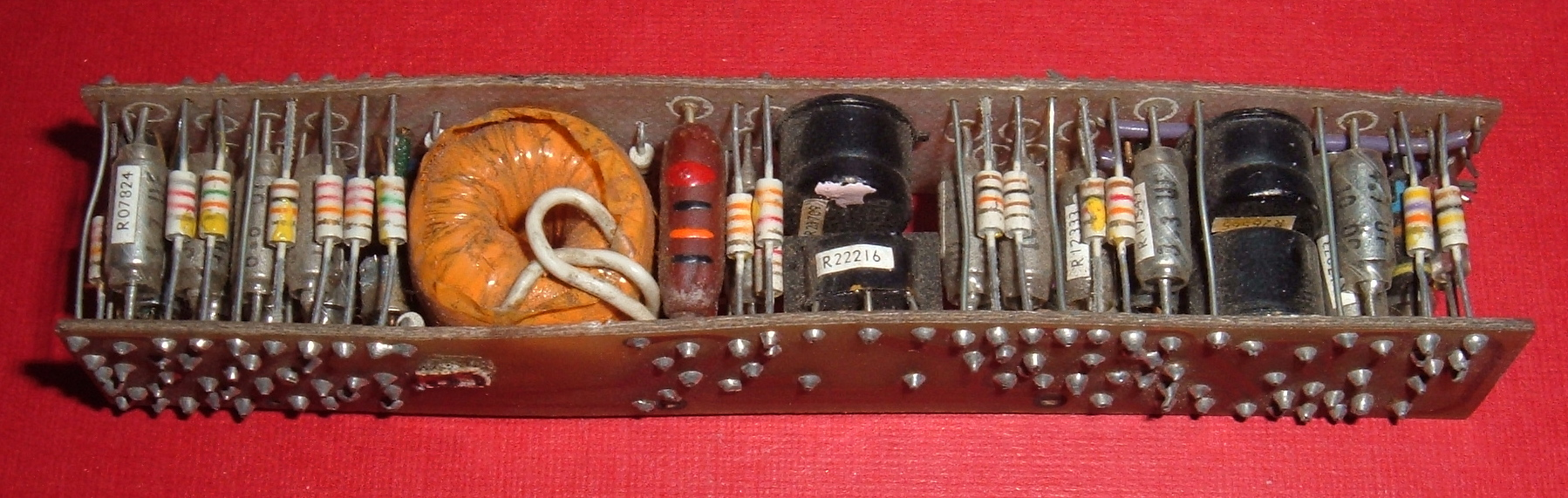
Một cordwood module.

## Các module
Bên cạnh cách lắp ráp lên một tấm PCB, thì khi cần tiết kiệm không gian người ta lắp các mạch với nhiều bảng PCB nhỏ theo khối tạo thành module, như cordwood module. Các bảng PCB có dạng chữ nhật, tròn, tam giác hay đa giác tùy theo không gian đặt module đó.
Các module này được dùng trong mạch điều khiển ở các thiết bị vũ trụ, tên lửa, máy bay xe cộ, đầu đạn, đầu dò, ống đo đạc trong các ngành khoa học kỹ thuật và y tế,... Nó cũng được áp dụng trong việc chế ra các module có chức năng xác định nhưng hay dùng đến, chuẩn hóa thành thương phẩm, thường gọi là "pack".

## Thiết kế
Ngày nay mạch in hiện được thiết kế trên máy tính bằng các phần mềm chuyên dụng thiết kế mạch điện tử, như Orcad, Altium (trước đây là Protel), Fritzing,... Các phần mềm này hỗ trợ thiết kế từ lập sơ đồ mạch nguyên lý đến làm mạch in, trong đó thiết kế mạch in là công đoạn sau cùng. Những bước chính trong thiết kế trên máy tính có :
1. Thiết kế sơ đồ mạch điện thông qua công cụ tự động hóa thiết kế điện tử (EDA, Electronic design automation).
2. Xác định kích thước và hình mẫu bảng PCB và vỏ hộp phù hợp cho hệ mạch.
3. Xác định vị trí các linh kiện có tính đến kích thước và mức tỏa nhiệt của chúng, và các tản nhiệt nếu có.
4. Xác định số lớp PCB tùy theo độ phức tạp của mạch, bố trí mảng đất (Ground), màng đường nguồn (Power) và mảng đường truyền tín hiệu. Để làm giảm tối đa nhiễu điện từ giữa các linh kiện và đường tín hiệu thì các tín hiệu tần cao cần được định tuyến trong các lớp bên trong giữa mảng đất và/hoặc mảng nguồn [5].
5. Xác định trở kháng đường truyền bằng sử dụng độ dày lớp điện môi, chiều dày và chiều rộng vết đồng. Trong trường hợp tín hiệu khác biệt thì cần tính đến tách đường. Các dạng microstrip, stripline hoặc stripline kép có thể được sử dụng để định tuyến các tín hiệu. Các công cụ tự động hóa thiết kế điện tử thường cho phép tự động làm rõ kết nối tín hiệu, kết nối đất và nguồn.
6. Xuất ra các tệp Gerber để điều khiển máy gia công bảng mạch.

Nếu công đoạn lập sơ đồ mạch điện thực hiện đúng với cú pháp yêu cầu, thì người dùng có thể chạy mô phỏng kiểm tra lỗi, cũng như dùng nó cho việc tự động bố trí đường mạch trong bảng mạch in.
Khi thiết kế bảng mạch in thì người thiết kế cần phải hiểu biết về kích thước các đối tượng, bố trí và sắp xếp các linh kiện sao cho phù hợp nhất trên một bảng mạch, đồng thời tránh nhiễu lẫn nhau giữa chúng. Hỗ trợ cho việc thiết kế mạch in là thư viện các linh kiện, gồm các kích cỡ, bố trí chân,... để người dùng gọi ra trong bố trí không gian trên bảng mạch. Thành công của một thiết kế tùy thuộc kinh nghiệm người dùng, và trong nhiều trường hợp phải làm nhiều phiên bản mới đạt được bản như ý.

## Các phần mềm thiết kế
| Tên                         | Hãng và Ghi chú |
| --------------------------- | --- |
| Altium                      | Altium Designer (trước năm 2001 tên là Protel) và P-CAD,Công ty có trụ sở tại Tasmania, Úc .                                                                  |
| Autotrax                    | Phần mềm EDA/DEX của DEX 2020 Ltd. chạy trên Windows XP/Vista/7, gồm thiết kế sơ đồ mạch, thiết kế mạch in với giả lập Spice và phần ảo hóa 3D cho bảng mạch. |
| DipTrace                    | Phần mềm tầm trung DipTrace cho thiết kế sơ đồ mạch và mạch in, có một phiên bản miễn phí.                                                                    |
| Edwinxp                     | Phần mềm của Visionics tích hợp hoàn toàn thiết kế sơ đồ mạch, mô phỏng và thiết kế mạch in.                                                                  |
| Electronics Workbench       | Thiết kế sơ đồ mạch, mô phỏng, thiết kế mạch in. |
| NI Multisim                 | Thiết kế sơ đồ mạch, mô phỏng SPICE. |
| EasyEDA                     | Phần mềm miễn phí trực tuyến thiết kế sơ đồ mạch, mô phỏng Spice, thiết kế mạch in.                                                                           |
| CadSoft EAGLE               | Phần mềm tầm trung cho thiết kế sơ đồ mạch và thiết kế mạch in, có một phiên bản miễn phí.                                                                    |
| KiCad                       | Phần mềm mã nguồn mở thiết kế sơ đồ mạch và mạch in. |
| OrCAD                       | Phần mềm đầy đủ OrCAD cho thiết kế sơ đồ mạch và mạch in. Phiên bản cập nhật 16.x về sau đã thay đổi thành Cadence Allegro                                    |
| TARGET 3001!                | Phần mềm thiết kế sơ đồ mạch tầm trung, có phiên bản miễn phí.                                                                                                |
| gEDA                        | Phần mềm mã nguồn mở thiết kế sơ đồ mạch bằng cách sử dụng gschem, mô phỏng, và thiết kế mạch in.                                                             |
| Mentor Graphics             | PADs, phần mềm đầy đủ cho thiết kế sơ đồ mạch và mạch in của Mentor Graphics.                                                                                 |
| Electric VLSI Design System | Phần mềm EDA do Steven M. Rubin phát triển hồi đầu những năm 1980.                                                                                            |

## Chỉ dẫn
1. ↑  Bo là từ được Việt hóa gần đây từ tiếng Anh board .